# Dimitrios Golemis
Dimitrios (nebo Demetrios) P. Golemis (řecky Δημήτριος Γολέμης, 15. listopadu 1874, Lefkada – 9. ledna 1941, Pireus) byl řecký atlet, účastník a bronzový medailista v běhu na 800 m na 1. letních olympijských hrách v Aténách 1896.
Golemis se narodil na Lefkadě, jednom z ostrovů Jónského souostroví. Dostupné prameny se kromě účasti na olympiádě 1896 zmiňují pouze o tom, že byl vítězem Panhelénských her 1899 na 800 m ve Faliru časem 2:15.2 min.
Na olympijských hrách 1896 se Golemis účastnil dvou soutěží. Úspěšnější byl v běhu na 800 m. Dvou rozběhů se 6. dubna 1896 účastnilo devět závodníků, Golemis doběhl ve druhém z nich těsně za Francouzem Albinem Lermusiauxem v čase 2:16.8 min. Ve finále 9. dubna byli Edwin Flack z Austrálie a Nándor Dáni z Maďarska nad Golemisovy síly, ten v čase 2:28 min doběhl o 17 sekund za soupeři a získal tak bronzovou medaili (v roce 1896 pouze pomyslnou, medaile se ještě neudělovaly), neboť čtvrtý finalista Lermusiaux se šetřil na maratón a na start se nedostavil.
Běh na 1500 m se konal bez rozběhů. 7. dubna se postavilo na start osm závodníků, z nichž byla polovina Řeků, kteří si však rozdělili páté až osmé místo, jejich časy se proto zřejmě už neměřily. Golemis byl šestý.